# Commission d'enquête sur certaines activités de la Gendarmerie royale du Canada
La Commission d’enquête sur certaines activités de la Gendarmerie royale du Canada (anglais : Royal Commission of Inquiry into Certain Activities of the Royal Canadian Mounted Police), aussi connue sous le nom de Commission McDonald (anglais : McDonald Commission), est une commission royale d'enquête instituée par le gouvernement fédéral du Canada de Pierre Trudeau le 6 juillet 1977. Le juge David Cargill McDonald présida à la commission chargée de faire enquête sur des allégations de pratiques illégales de la part de la Gendarmerie royale du Canada (GRC). Il fut aidé de deux autres commissaires, Donald S. Rickerd et Guy Gilbert.

## L'enquête
La commission est chargée de faire la lumières sur des allégations de pratiques illégales (écoute électronique, vols, infractions, faux documents) perpétrées par le département de sécurité de la GRC durant les années 1970.

## Les rapports
La commission a produit trois rapports :
- Premier rapport : Sécurité et Information (26 novembre 1979)
- Deuxième rapport : La liberté et la sécurité devant la loi, 2 volumes (23 janvier 1981)
- Troisième rapport : Certaines activités de la GRC et la connaissance qu’en avait le gouvernement (15 mai 1981)

Un supplément au troisième rapport paru également le 30 janvier 1984.

## Les recommandations
La commission a émis la recommandation que la GRC soit tenue de respecter la loi, particulièrement le droit à la vie privée des citoyens. La responsabilité de la sécurité nationale fut retirée à la GRC et transférée à un organisme sous contrôle public, obéissant à la loi. C'est de cette recommandation qu'est né le Service canadien du renseignement de sécurité (SCRS).